# Trochosodon urnalis
Trochosodon urnalis är en mossdjursart som beskrevs av Gordon 1989. Trochosodon urnalis ingår i släktet Trochosodon och familjen Biporidae. Inga underarter finns listade i Catalogue of Life.